# پناهگاه صخره‌ای کوه کوچولو
پناهگاه صخره‌ای کوه کوچولو مربوط به دوره نوسنگی است و در شهرستان ارسنجان، بخش مرکزی، دهستان شوراب، ۱ کیلومتری شمال غرب روستای جوادیه، مشرف بر تلمبه خانه آقای حاج علی کشاورز واقع شده و این اثر در تاریخ ۲۳ بهمن ۱۳۸۵ با شمارهٔ ثبت ۱۷۲۵۱ به‌عنوان یکی از آثار ملی ایران به ثبت رسیده است.